# ロビー・ロス
ロバート・チャールズ・“ロビー”・ロス・ジュニア（Robert Charles "Robbie" Ross, Jr., 1989年6月24日 - ）は、アメリカ合衆国ケンタッキー州レキシントン出身のプロ野球選手（投手）。左投左打。現在は、フリーエージェント（FA）。

## 経歴

### プロ入りとレンジャーズ時代
2008年のMLBドラフト2巡目（全体57位）でテキサス・レンジャーズから指名され、プロ入り。
2012年は開幕メジャー入りし、4月14日のミネソタ・ツインズ戦でダルビッシュ有をリリーフして初勝利を挙げた。翌日も救援勝利を挙げるなど、4月の1ヶ月間で4勝を挙げた。その後のレンジャーズ救援陣の一角としてメジャーに定着。トレード期限の7月31日には、シカゴ・カブスから加入したライアン・デンプスターに当初付けていた「46」を譲る形で背番号が「28」に変更となった。この年は58試合に登板し、6勝無敗9ホールド、防御率2.22という成績でシーズンを終えた。
2013年は前年に続きフル回転し63試合に登板。4勝2敗15ホールド、防御率3.03という成績を残した。	
2014年2月26日にレンジャーズと1年契約に合意した。この年はメジャー初先発を含む12試合に先発したが振るわず、メジャーとマイナーを行き来した。

### レッドソックス時代
2015年1月27日にアンソニー・ラナウドとのトレードで、ボストン・レッドソックスへ移籍した。この年はリリーフ専任に戻り、前年から倍増となる54試合に登板し、防御率は2年ぶりに3.00台まで回復した。
2016年は54試合に登板し、3勝2敗、防御率3.25、WHIP1.25という成績を残したほか、自己最高かつ自身初の9.0超となる奪三振率9.1をマークして結果を残した。
2017年は開幕から8試合（9回）登板して防御率7.00、WHIP1.89と炎上し、5月19日に傘下のAAA級ポータケット・レッドソックスへ降格となった。その後、5月28日に肘の炎症のため7日間の故障者リストに入り、7月24日に60日間の故障者リストに移行し、8月に手術を受けたため、前述の成績でシーズンを終えた。なお、マイナーでは6試合にリリーフ登板し、1勝0敗、防御率1.50、WHIP0.67という好成績を残した。オフの11月2日にマイナー契約でAAA級ポータケットへ配属され、後にFAとなった。

### ホワイトソックス傘下時代
2018年3月5日にシカゴ・ホワイトソックスとマイナー契約を結んだ。シーズン開幕後は主に傘下のAAA級シャーロット・ナイツでプレーしていたが、11試合に登板して防御率11点台と極度の不調に陥り、6月9日に自由契約となった。以降はシーズン終了まで無所属だった。

### 独立リーグ時代
2019年6月19日に独立リーグであるアトランティックリーグのシュガーランド・スキーターズと契約した。だが、11試合に登板して9失点を喫し、7月22日に自由契約となった。
2020年7月にコンステレーション・エナジーリーグのシュガーランド・ライトニング・スロースでプレーした。

### タイガース傘下時代
2021年1月16日にデトロイト・タイガースとマイナー契約を結んだ。AAA級トレド・マッドヘンズで27試合に登板し、2勝8敗、防御率7.03、26奪三振を記録した。8月6日に現役引退を発表した。

### 独立リーグ時代
2022年5月3日にアトランティックリーグのケンタッキー・ワイルドヘルス・ゲノムスと契約し現役復帰を果たした。30試合に登板し3勝1敗2セーブ、防御率3.40を記録した。シーズン終了後に退団した。
2023年7月1日にアトランティックリーグのスパイアシティ・ゴーストハウンズと契約したが、同日の初登板で1.1回を投げて1安打2四球で2失点（自責1）を許し、翌日にはチームから自由契約となった。9月16日に同リーグのレキシントン・カウンター・クロックスと契約した。同日の試合で先発し、5回を投げて3安打3四球2失点（自責1）、7奪三振という内容だったが、またも翌日に自由契約となった。

## 詳細情報

### 年度別投手成績
| 年 度    | 球 団    | 登 板 | 先 発 | 完 投 | 完 封 | 無 四 球 | 勝 利 | 敗 戦 | セ 丨 ブ | ホ 丨 ル ド | 勝 率 | 打 者 | 投 球 回 | 被 安 打 | 被 本 塁 打 | 与 四 球 | 敬 遠 | 与 死 球 | 奪 三 振 | 暴 投 | ボ 丨 ク | 失 点 | 自 責 点 | 防 御 率 | W H I P |
| -------- | -------- | ----- | ----- | ----- | ----- | -------- | ----- | ----- | -------- | ----------- | ----- | ----- | -------- | -------- | ----------- | -------- | ----- | -------- | -------- | ----- | -------- | ----- | -------- | -------- | ------- |
| 2012     | TEX      | 58    | 0     | 0     | 0     | 0        | 6     | 0     | 0        | 9           | 1.000 | 265   | 65.0     | 55       | 3           | 23       | 3     | 2        | 47       | 1     | 1        | 21    | 16       | 2.22     | 1.20    |
| 2013     | TEX      | 65    | 0     | 0     | 0     | 0        | 4     | 2     | 0        | 15          | .667  | 267   | 62.1     | 63       | 4           | 19       | 2     | 5        | 58       | 2     | 0        | 21    | 21       | 3.03     | 1.32    |
| 2014     | TEX      | 27    | 12    | 0     | 0     | 0        | 3     | 6     | 0        | 2           | .333  | 365   | 78.1     | 103      | 9           | 30       | 2     | 7        | 51       | 6     | 0        | 65    | 54       | 6.20     | 1.70    |
| 2015     | BOS      | 54    | 0     | 0     | 0     | 0        | 0     | 2     | 6        | 12          | .000  | 259   | 60.2     | 59       | 7           | 20       | 2     | 3        | 53       | 1     | 0        | 28    | 26       | 3.86     | 1.31    |
| 2016     | BOS      | 54    | 0     | 0     | 0     | 0        | 3     | 2     | 0        | 8           | .600  | 238   | 55.1     | 47       | 2           | 23       | 0     | 8        | 56       | 7     | 0        | 21    | 20       | 3.25     | 1.27    |
| 2017     | BOS      | 8     | 0     | 0     | 0     | 0        | 0     | 0     | 0        | 1           | ----  | 45    | 9.0      | 12       | 0           | 5        | 1     | 3        | 9        | 2     | 0        | 7     | 7        | 7.00     | 1.89    |
| MLB：6年 | MLB：6年 | 266   | 12    | 0     | 0     | 0        | 16    | 12    | 6        | 47          | .571  | 1439  | 330.2    | 339      | 25          | 120      | 10    | 28       | 274      | 19    | 1        | 163   | 144      | 3.92     | 1.39    |

- 2020年度シーズン終了時

### 背番号
- 46（2012年 - 同年途中、2013年 - 2014年）
- 28（2012年途中 - 同年終了、2015年 - 2017年）